# Sabbatai ben Meir ha-Kohen

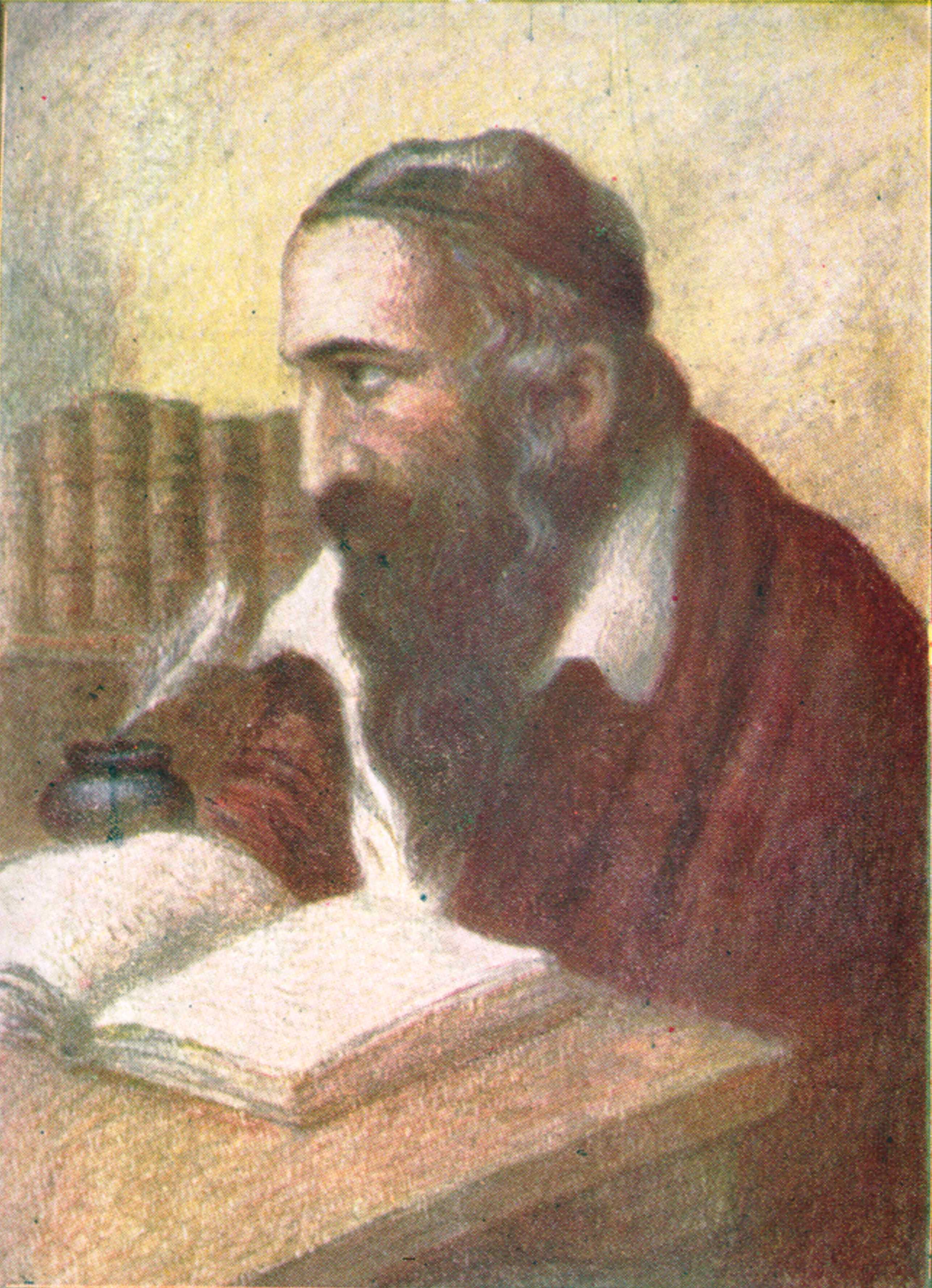
Sabbatai ben Meir ha-Kohen

Sabbatai ben Meïr ha-Kohen (* 1621 in Amstibovo, Litauen (polnisch Mścibów,  (belarussisch Мсьцібава Mstibava) heute in Belarus); gest. 20. Februar 1662 in Holešov in Mähren), oft mit dem Akronym SchaCh, nach seinem bedeutendsten Werk Sifte ha-Kohen, einem Kommentar zum Schulchan Aruch, bezeichnet, war ein jüdischer Gelehrter, Talmudist und Dezisor.

## Leben
Sabbatai ha-Kohen entstammte einer litauischen Gelehrtenfamilie, sowohl sein Vater als auch sein Großvater waren Rabbiner. Sabbatai wurde zunächst von seinem Vater unterrichtet, später studierte er an den Talmudschulen in Tykocin, Krakau und Lublin. Im Alter von 24 Jahren veröffentlichte er in Krakau sein bedeutendstes Werk, Sifte ha-Kohen, zeitgleich mit Ture Sahaw, dem Hauptwerk seines Widersachers David ben Samuel ha-Levi. Sabbatai kehrte nach Wilna zurück, heiratete die Tochter des vermögenden Samson Wolf, einem Enkel Moses Isserles, der ihn finanziell unterstützte. 1650 wurde er als Richter ins rabbinische Gericht von Moses Lima berufen.
1655, als die schwedischen Truppen im Zweiten Nordischen Krieg in Wilna einfielen, floh Sabbatai nach Lublin, kurz darauf nach Prag und weiter nach Mähren. Er wurde schließlich als Rabbiner nach Holešov berufen, wo er bis zu seinem Tod wirkte.
Die dortige aus dem 16. Jahrhundert stammende, im 17. und 18. Jahrhundert ausgebaute Synagoge ist nach ihm benannt. Sie ist heute ein Museum. Sabbatais Grab auf dem jüdischen Friedhof von Holešov wird von Besuchern aus der ganzen Welt aufgesucht.

## Werke
Sabbatai verfasste mehrere halachische Schriften und beschäftigte sich auch mit der Kabbala. Seine Talmud-Kommentare sind noch heute wichtiger Bestandteil des Talmudstudiums. Sein bekanntestes Werk ist Sifte ha-Kohen („Lippen des Priesters“), ein Kommentar zum Schulchan Aruch. Außerdem verfasste er eine Darstellung des Kosakenaufstands unter Chmielnicki.